# Симхович, Фроим Маркович
Фроим Маркович Симхович (полное имя Фро́им-Лейб Ме́ерович Симхо́вич; 1896, Кишинёв, Бессарабская губерния — 7 мая 1945, Казань) — советский шахматный теоретик, шахматный композитор. Основная специальность: химик.

## Биография
Родился в Кишинёве в семье Ме́ера Си́мховича и Хо́ны Абра́мовны Симхо́вичей. Отец умер, когда ему было 4 года. Во время Первой мировой войны в составе ладожского полка сражался против австро-венгерской армии, был ранен и вернулся в Кишинёв. В 1921—1922 годах обучался на фармацевтическом отделении Ясского университета. В 1925 году нелегально перебрался из Бессарабии в СССР, поселился в Ленинграде, где окончил Ленинградский химико-технологический институт. Работал инженером-технологом на заводе литеры «Б» (в будущем НИИ синтетического каучука имени академика С. В. Лебедева).
С сентября 1937 года заведовал отделом композиции журнала «Шахматы в СССР» (с А. О. Гербстманом), затем до 1938 года — отделом задач этого журнала. 1 мая 1938 года был арестован органами НКВД, освобождён и восстановлен на работе в марте 1939 года.
Первую задачу опубликовал в 1908 году в возрасте 12 лет; затем последовала публикация 1913 года. После аннексии Бессарабии Румынией в 1918 году и до переезда в СССР публиковал шахматные этюды в румынской, немецкой, французской, итальянской, британской и скандинавской шахматной периодике. В 1927 году этюд Фроима Симховича выиграл первый приз газеты «Правда». Был судьёй конкурсов по составлению задач журнала «Шахматы в СССР».
Был одним из основоположников так называемого романтического направления в шахматной композиции. Ввёл в обиход понятие «позиционная ничья», занимался её систематизацией (автор первой классификации позиционной ничьи, 1928), разработал её разновидность крепость (1926).
Автор ряда изобретений в области химической промышленности, научных трудов по химии полимеров.
В 1941 году вместе с матерью и племянницей был с заводом литеры «Б» эвакуирован в Казань, где Ф. М. Симхович умер от опухоли гипофиза 7 мая 1945 года.  Младший брат, Меер Меерович Симхович (1900—1941), погиб в ленинградском ополчении.
Сын — кандидат технических наук Эмиль Фроим-Лейбович (Фрайм-Лейбович, Львович) Симхович (род. 1930), научный руководитель конструкторского бюро приборостроительного завода «Вибратор» (Санкт-Петербург).